# جيد رامزي
جيد رامزي (بالإنجليزية: Jade Ramsey)‏ هي ممثلة بريطانية، ولدت في 10 فبراير 1988 ببورنموث في المملكة المتحدة.

## أعمال

### أفلام
- (2003) إكس 2[1][2][3]
- (2004)  على حافة المنطق[4]
- (2004) فانيتى فير[5][6]
- (2009) جيمر[7][8]
- (2011)  لايد تو رست 2

### مسلسلات
- رجال ماد

## وصلات خارجية
- جيد رامزي على موقع IMDb (الإنجليزية)
- جيد رامزي على موقع ألو سيني (الفرنسية)
- جيد رامزي على موقع ألو سيني (الفرنسية)
- جيد رامزي على موقع أول موفي (الإنجليزية)
- جيد رامزي على موقع قاعدة بيانات الفيلم (الإنجليزية)
- جيد رامزي على موقع كينوبويسك (الروسية)